# Александар Бјелица
Александар Бјелица (Врбас, 7. јануара 1994) српски фудбалер.
Поседује српско и холандско држављанство, а 2016. године забележио је 2 наступа за младу репрезентацију Србије.